# Západočeský krajský přebor 1966/1967
V soubojích Západočeského krajského přeboru 1966/67 (jedna ze skupin 4. nejvyšší fotbalové soutěže) se utkalo 14 týmů dvoukolovým systémem podzim – jaro. Tento ročník skončil v červnu 1967. 

## Výsledná tabulka
Zdroj: 
| Poř. | Tým                        | Z  | V  | R | P  | VG | OG | B  |
| ---- | -------------------------- | -- | -- | - | -- | -- | -- | -- |
| 1.   | TJ Mariánské Lázně         | 26 | 19 | 3 | 4  | 64 | 22 | 41 |
| 2.   | TJ Dynamo ZČE Plzeň (S)    | 26 | 17 | 3 | 6  | 73 | 36 | 37 |
| 3.   | TJ Škoda Plzeň „B“         | 26 | 14 | 4 | 8  | 55 | 31 | 32 |
| 4.   | Dukla Tachov „B“ (N)       | 26 | 14 | 4 | 8  | 72 | 44 | 32 |
| 5.   | VTJ Dukla Planá (N)        | 26 | 12 | 4 | 10 | 55 | 46 | 28 |
| 6.   | TJ Stará Role              | 26 | 12 | 2 | 12 | 49 | 50 | 26 |
| 7.   | TJ Slavoj Přeštice         | 26 | 9  | 8 | 9  | 38 | 41 | 26 |
| 8.   | TJ Klatovy                 | 26 | 9  | 7 | 10 | 30 | 36 | 25 |
| 9.   | TJ Tatran Sušice           | 26 | 9  | 5 | 12 | 37 | 43 | 23 |
| 10.  | TJ Slavia Karlovy Vary „B“ | 26 | 9  | 4 | 13 | 37 | 49 | 22 |
| 11.  | TJ Lokomotiva Cheb         | 26 | 8  | 6 | 12 | 34 | 53 | 22 |
| 12.  | TJ Baník Sulkov (N)        | 26 | 9  | 2 | 15 | 43 | 60 | 20 |
| 13.  | TJ Dynamo Kynšperk         | 26 | 5  | 6 | 15 | 32 | 63 | 16 |
| 14.  | TJ Baník Svatava           | 26 | 5  | 4 | 17 | 30 | 73 | 14 |

Poznámky:
- Z = Odehrané zápasy; V = Vítězství; R = Remízy; P = Prohry; VG = Vstřelené góly; OG = Obdržené góly; B = Body; (S) = Mužstvo sestoupivší z vyšší soutěže; (N) = Mužstvo postoupivší z nižší soutěže (nováček)

|  | Postup do Divize A 1967/68             |
|  | Sestup do příslušné I. A třídy 1967/68 |